# جون ستيوارت كينيدي
جون ستيوارت كينيدي (بالإنجليزية: John Stewart Kennedy)‏ هو تاجر أمريكي، ولد في 4 يناير 1830 في غلاسكو في المملكة المتحدة، وتوفي في 30 أكتوبر 1909.